# Comuna Starostîne, Razdelna
Starostîne (în ucraineană Старостине) este o comună în raionul Razdelna, regiunea Odesa, Ucraina, formată din satele Bakalove, Nadia, Novi Ciobruci, Novîi Hrebenîk, Parkanți, Șevcenkove, Slobidka, Starostîne (reședința), Suhe și Velizarove.

## Demografie
Componența lingvistică a comunei Starostîne
     Ucraineană (90,37%)
     Română (4,88%)
     Rusă (4,41%)
     Alte limbi (0,29%)
Conform recensământului din 2001, majoritatea populației comunei Starostîne era vorbitoare de ucraineană (90,37%), existând în minoritate și vorbitori de română (4,88%) și rusă (4,41%).